# アマゾナス級哨戒艦
アマゾナス級哨戒艦（アマゾナスきゅうしょうかいかん、英語: Amazonas-class offshore patrol vessel）は、ブラジル海軍の哨戒艦の艦級。BAE システムズ・サーフェス・シップスで建造され、2012年から2013年にかけて3隻が就役した。2024年時点で、全艦が現役である。

## 来歴

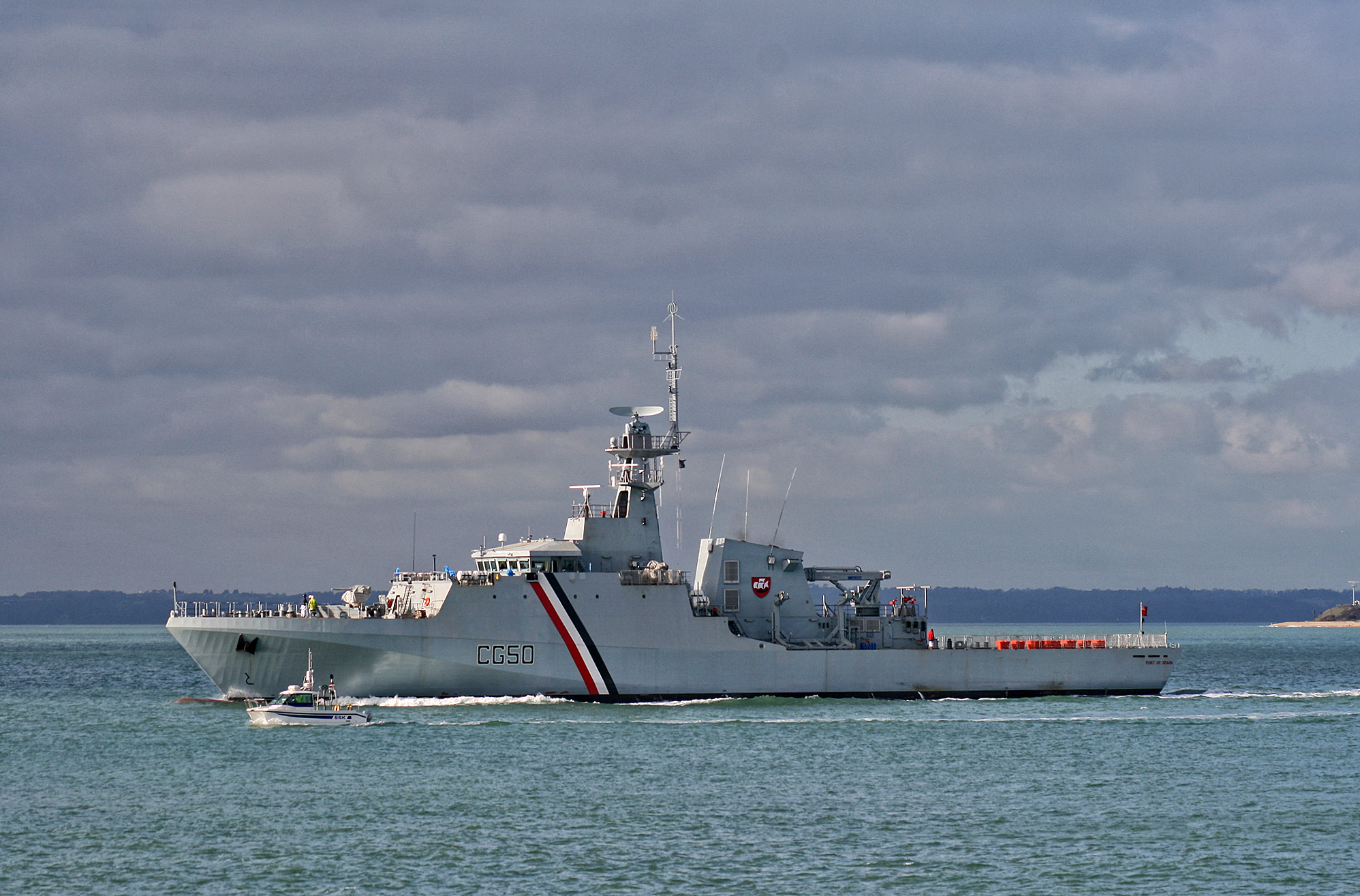
「ポート・オブ・スペイン」時代の艦影（2010年2月）

本級は、元々トリニダード・トバゴが2007年4月にヴォスパー・ソーニークロフト社に発注したポート・オブ・スペイン級巡視船で、カリブ海での麻薬密輸対策や災害救援活動用として建造されていた。その後ヴォスパー・ソーニークロフト社の造船部門がBAEシステムズと合併したことで建造は遅延したものの、乗員の訓練も行われ、2010年には1番艦が引き渡し直前まで進んでいたが、トリニダード・トバゴで政権交代が起こり、2010年9月に新政権によって建造契約は破棄された。
その後、宙に浮いた本級はポーツマス港で別の買い手を待っていたが、最終的にブラジル海軍が1億3,300万ポンドで購入することになり、2012年から2013年にかけて引き渡しが行われた。

## 設計
本級の設計は、イギリス海軍のリバー型哨戒艦をベースとしている。全長90.5メートル、満載排水量は2,286トンで、乗員数は89名である。主機関にはドイツのMAN社製ディーゼルエンジン2基を搭載し、速力は最大25ノットを発揮できる。災害救援や軍事輸送用としてISOコンテナの搭載スペースがあり、16トンクレーンも備えている。
武装としては、DS30M（英語版） 30ミリ機関砲1基とDS25M 25ミリ機関砲2基、12.7ミリ重機関銃2基がある。格納庫はなく固有の艦載機は持たないが、後部にヘリコプター甲板があり、中型ヘリコプター1機が着艦可能である。

## 同型艦
| #    | 艦名                | 建造所                               | 進水            | 就役            | 現況 |
| ---- | ------------------- | ------------------------------------ | --------------- | --------------- | ---- |
| P120 | アマゾナス Amazonas | BAE システムズ・サーフェス・シップス | 2009年 8月7日   | 2012年 6月29日  | 現役 |
| P121 | アパ Apa            | BAE システムズ・サーフェス・シップス | 2009年 11月19日 | 2012年 11月30日 | 現役 |
| P122 | アラグアリ Araguari | BAE システムズ・サーフェス・シップス | 2010年 7月16日  | 2013年 6月19日  | 現役 |

トリニダード・トバゴで予定されていた艦番号と艦名は、「CG50 ポート・オブ・スペイン」「CG51 スカボロー」「CG52 サン・フェルナンド」であった。